# Madrid de la Quinta del Buitre
El Madrid de la Quinta de El Buitre, o simplemente La Quinta de El Buitre, fue el nombre dado a una generación de futbolistas españoles surgidos de las categorías inferiores del Real Madrid Club de Fútbol que lograron en el primer equipo múltiples éxitos deportivos durante las décadas de los años 1980 y 1990.
El nombre hace referencia al apodo del jugador más reconocido y carismático del grupo, Emilio Butragueño, «el Buitre». Los otros cuatro miembros eran Miguel Pardeza, Manolo Sanchís, Míchel González, Rafael Martín Vázquez. La generación posee el récord de mayor cantidad de partidos invicto como local en el mundo, con 121 partidos junto con el resto de integrantes del equipo de aquella época teniendo su mayor apogeo en los últimos años de la década de los ochenta. La suma al grupo, ya en el primer equipo, de algunos refuerzos hizo que se le conociese también en ocasiones como Quinta de los Machos, término acuñado por el mexicano Hugo Sánchez quien se incorporó al equipo junto a Rafael Gordillo, Antonio Maceda y Paco Buyo.
Entre los títulos logrados por la generación desde que debutase el primero de ellos hasta la marcha total de ellos, consiguieron conquistar un total de dieciséis títulos repartidos entre dos Copas de la UEFA, seis Campeonatos de Liga —cinco de ellas de manera consecutiva—, tres Copas de España, cuatro Supercopas de España y una Copa de la Liga. Posteriormente, Sanchís, como único integrante de la generación conquistó otros seis títulos entre los que destacaron dos Copas de Europa, título que se le resistió a la generación.
En cuanto al rendimiento individual, dos fueron los más destacados, Butragueño conquistó dos veces el Trofeo Bravo, como mejor jugador europeo menor de 21 años, además de dos Balones de Bronce, una Bota de Plata al máximo goleador del Mundial 1986 y un Trofeo Pichichi al máximo goleador de la Primera División de España, mientras que Míchel logró una Bota de Bronce al máximo goleador del Mundial 1990 como galardón más destacado.

## Historia

### Formación y debut en el primer equipo
Fue el periodista Julio César Iglesias el primero en usar el apelativo, en un artículo publicado por el diario El País el 14 de noviembre de 1983 titulado «Amancio y la quinta de El Buitre». En él, Iglesias hablaba de un grupo de cinco futbolistas que por entonces destacaban en el Castilla Club de Fútbol —filial del Real Madrid C. F.—, y que esa temporada se proclamó campeón de la Segunda División de España siendo el primer y único filial de la historia en conseguirlo.
Sanchís y Martín Vázquez fueron los primeros en debutar en la primera plantilla en Primera División, dándoles la oportunidad el entonces técnico Alfredo Di Stéfano. Fue en Murcia, el 4 de diciembre de 1983. A pesar de sus 18 años, ambos tuvieron una actuación destacada, y Sanchís incluso marcó el gol de la victoria. Unos días después, el 31 de diciembre de 1983, Pardeza disputó siete minutos con el primer equipo ante el Real Club Deportivo Español. El onubense —era el único integrante de la Quinta nacido fuera de Madrid— no tuvo la continuidad de Sanchís y Martín Vázquez, y completó la mayor parte de la temporada en el filial.
Apenas unos meses después, el 5 de febrero de 1984, debutó Emilio Butragueño en Cádiz. El Buitre saltó al terreno de juego cuando su equipo perdía 2-0 frente al Cádiz Club de Fútbol y revolucionó el partido con dos goles y una asistencia que culminaron la remontada madridista.
José Miguel González Míchel, fue el único que disputó toda la temporada 1983-84 en el Castilla C. F., y no le llegó la oportunidad de debutar en el primer equipo hasta el 2 de septiembre de 1984, coincidiendo con la primera jornada de la siguiente temporada.
Mientras Butragueño, Sanchís, Martín Vázquez y Míchel se consolidaron en el primer equipo, Pardeza militó en el Castilla durante toda la temporada 1984-85 y la 1985-86 fue cedido al Real Zaragoza. Un año después volvió a la disciplina madridista, pero en 1987 se desvinculó definitivamente del club blanco para regresar a Zaragoza.

### Trayectoria
Los otros cuatro integrantes de la Quinta de El Buitre convirtieron al club en uno de los mejores equipos de España y Europa durante la segunda mitad de los años 1980. Conquistaron, entre otros títulos, cinco campeonatos de Liga consecutivos (1986 a 1990), una Copa de la Liga (1985) y dos Copas de la UEFA (1985 y 1986). Sus registros solo se vieron empañados por no conseguir ganar la Copa de Europa, a pesar de lograr históricas remontadas en sus partidos europeos y alcanzar las semifinales en el año 1988, donde caería frente al Philips Sport Vereniging, futuro campeón de aquella edición. Al año siguiente, caería en semifinales de nuevo, ante el Milan Associazione Calcio de Arrigo Sacchi, que se consagraba como le mejor equipo del mundo. El título se le resistía al club desde hacía ya veintitrés años.
El verano de 1990 Rafael Martín Vázquez marchó a Italia para jugar en el Torino Football Club durante dos temporadas. En la 1991-92, el destino emparejaría al Real Madrid con el club italiano para disputar las semifinales de la Copa de la UEFA 1991-92 donde los transalpinos eliminarían al club español. Regresó al Madrid en 1992 y celebró una Copa del Rey y una Liga antes de dejar definitivamente el club tres años después para fichar por el Real Club Deportivo de La Coruña. Ese mismo verano de 1995 Butragueño también dejó el club madridista y un año más tarde lo hizo Míchel. Ambos se fueron a jugar al Atlético Celaya en México, donde se retiraron poco después.
Sanchís fue el único miembro de «la Quinta» que desarrolló toda su carrera como madridista. Tras la marcha de sus coetáneos, siguió jugando varios años en el equipo madrileño y se retiró en 2001 como el último miembro en activo de «la Quinta». Antes, ganó la Liga de Campeones en dos ocasiones (1998 y 2000), siendo el único jugador del grupo en conquistar el máximo título continental, y en "representación" de aquella generación de canteranos madridistas.
El equipo merengue de «la Quinta de El Buitre» llegó a marcar la cuantiosa suma 107 goles en la liga, logrando el récord de la competición hasta que el mismo club estableciese una nueva marca en la temporada 2011-12 con 121 goles hasta la última jornada.

## Trayectoria de los integrantes

### Debut con el primer equipo
| Jugador                | Fecha      | Rival             | Goles |
| ---------------------- | ---------- | ----------------- | ----- |
| Miguel González Míchel | 11/5/1982  | C. D. Castellón   | 1     |
| Manuel Sanchís         | 4/12/1983  | Real Murcia C. F. | 1     |
| Rafael Martín Vázquez  | 4/12/1983  | Real Murcia C. F. | 0     |
| Miguel Pardeza         | 31/12/1983 | R. C. D. Español  | 0     |
| Emilio Butragueño      | 5/2/1984   | Cádiz C. F.       | 2     |

## Estadísticas
| Real Madrid Aficionados | 3.ª                 | 1981-82             | 29  | 6   | —  | —  | Inaccesibles | Inaccesibles | 29  | 6    | 0.21 |
| Castilla C. F. |                     |                     |     |     |    |    |              |              |     |      |      |
| 2.ª | 1981-82             | 6                   | 3   | —   | —  | —  | —            | 6            | 3   | 0.50 |      |
| 2.ª | 1982-83             | 38                  | 13  | 7   | —  | —  | —            | 45           | 13  | 0.29 |      |
| 2.ª | 1983-84             | 21                  | 21  | 10  | 3  | —  | —            | 31           | 24  | 0.77 |      |
| Total club | Total club          | 65                  | 37  | 17  | 3  | 0  | 0            | 82           | 40  | 0.49 |      |
| Real Madrid C. F. |                     |                     |     |     |    |    |              |              |     |      |      |
| 1.ª | 1983-84             | 10                  | 4   | 2   | 2  | 0  | 0            | 12           | 6   | 0.50 |      |
| 1.ª | 1984-85             | 29                  | 10  | 4   | 0  | 11 | 4            | 44           | 14  | 0.32 |      |
| 1.ª | 1985-86             | 31                  | 10  | 6   | 2  | 12 | 2            | 49           | 14  | 0.29 |      |
| 1.ª | 1986-87             | 35                  | 11  | 3   | 3  | 7  | 5            | 45           | 19  | 0.42 |      |
| 1.ª | 1987-88             | 32                  | 12  | 3   | 1  | 8  | 2            | 43           | 15  | 0.35 |      |
| 1.ª | 1988-89             | 33                  | 15  | 8   | 3  | 8  | 4            | 49           | 22  | 0.45 |      |
| 1.ª | 1989-90             | 32                  | 10  | 6   | 2  | 2  | 2            | 40           | 14  | 0.35 |      |
| 1.ª | 1990-91             | 35                  | 19  | 4   | 2  | 4  | 4            | 43           | 25  | 0.58 |      |
| 1.ª | 1991-92             | 35                  | 14  | 6   | 4  | 9  | 1            | 50           | 19  | 0.38 |      |
| 1.ª | 1992-93             | 34                  | 9   | 3   | 1  | 6  | 1            | 43           | 11  | 0.26 |      |
| 1.ª | 1993-94             | 27                  | 8   | 2   | 1  | 4  | 2            | 33           | 11  | 0.33 |      |
| 1.ª | 1994-95             | 8                   | 1   | 0   | 0  | 4  | 0            | 12           | 1   | 0.08 |      |
| Total club | Total club          | 341                 | 123 | 47  | 21 | 75 | 27           | 463          | 171 | 0.37 |      |
| Total en la entidad | Total en la entidad | Total en la entidad | 435 | 166 | 64 | 24 | 75           | 27           | 574 | 217  | 0.38 |
| (1) Incluye datos de la Copa del Rey / Supercopa de España / Copa de la Liga (1983-95). (2) Incluye datos de la Copa UEFA (1983-95) / Recopa de Europa (1993-94) / UEFA Champions League (1986-91). (3) No incluye goles en partidos amistosos. |                     |                     |     |     |    |    |              |              |     |      |      |

| Castilla C. F. |                     |                     |     |     |    |    |    |     |     |      |      |
| 2.ª | 1981-82             | 36                  | 7   | —   | —  | —  | —  | 36  | 7   | 0.19 |      |
| 2.ª | 1982-83             | 35                  | 5   | 4   | 1  | —  | —  | 39  | 6   | 0.15 |      |
| 2.ª | 1983-84             | 37                  | 13  | 4   | —  | —  | —  | 41  | 13  | 0.32 |      |
| Total club | Total club          | 108                 | 25  | 8   | 1  | 0  | 0  | 116 | 26  | 0.22 |      |
| Real Madrid C. F. |                     |                     |     |     |    |    |    |     |     |      |      |
| 1.ª | 1981-82             | 1                   | 1   | —   | —  | —  | —  | 1   | 1   | 1    |      |
| 1.ª | 1984-85             | 26                  | 2   | 8   | 2  | 9  | 3  | 43  | 7   | 0.16 |      |
| 1.ª | 1985-86             | 31                  | 7   | 5   | —  | 12 | 2  | 48  | 9   | 0.19 |      |
| 1.ª | 1986-87             | 44                  | 5   | 6   | 1  | 8  | —  | 58  | 6   | 0.10 |      |
| 1.ª | 1987-88             | 35                  | 14  | 7   | 1  | 8  | 4  | 50  | 19  | 0.38 |      |
| 1.ª | 1988-89             | 36                  | 13  | 10  | 2  | 5  | —  | 51  | 15  | 0.29 |      |
| 1.ª | 1989-90             | 37                  | 8   | 6   | —  | 3  | 2  | 46  | 10  | 0.22 |      |
| 1.ª | 1990-91             | 36                  | 8   | 4   | 1  | 6  | 1  | 46  | 10  | 0.22 |      |
| 1.ª | 1991-92             | 38                  | 11  | 6   | 3  | 10 | 2  | 54  | 16  | 0.30 |      |
| 1.ª | 1992-93             | 37                  | 9   | 6   | 1  | 8  | 3  | 51  | 13  | 0.25 |      |
| 1.ª | 1993-94             | 37                  | 11  | 6   | 1  | 6  | 2  | 49  | 14  | 0.29 |      |
| 1.ª | 1994-95             | 13                  | 2   | —   | —  | 5  | —  | 18  | 2   | 0.11 |      |
| 1.ª | 1995-96             | 33                  | 6   | 3   | 1  | 8  | 1  | 44  | 8   | 0.19 |      |
| Total club | Total club          | 404                 | 97  | 67  | 13 | 88 | 20 | 559 | 130 | 0.23 |      |
| Total en la entidad | Total en la entidad | Total en la entidad | 512 | 122 | 75 | 14 | 88 | 20  | 675 | 156  | 0.23 |
| (4) Incluye datos de la Copa del Rey / Supercopa de España / Copa de la Liga (1982-96). (5) Incluye datos de la Copa UEFA (1983-95) / Recopa de Europa (1993-94) / UEFA Champions League (1986-96). (6) No incluye goles en partidos amistosos. |                     |                     |     |     |    |    |    |     |     |      |      |

| Castilla C. F. |                     |                     |     |    |    |     |     |     |     |      |      |
| 2.ª | 1983-84             | 10                  | 2   | —  | —  | —   | —   | 10  | 2   | 0.20 |      |
| Total club | Total club          | 10                  | 2   | 0  | 0  | 0   | 0   | 10  | 2   | 0.20 |      |
| Real Madrid C. F. |                     |                     |     |    |    |     |     |     |     |      |      |
| 1.ª | 1983-84             | 18                  | 3   | 2  | —  | —   | —   | 20  | 3   | 0.15 |      |
| 1.ª | 1984-85             | 30                  | 4   | 7  | —  | 10  | 1   | 47  | 5   | 0.11 |      |
| 1.ª | 1985-86             | 28                  | 1   | 6  | 2  | 7   | —   | 41  | 3   | 0.07 |      |
| 1.ª | 1986-87             | 36                  | 2   | 6  | —  | 7   | 1   | 49  | 3   | 0.06 |      |
| 1.ª | 1987-88             | 33                  | 9   | 8  | —  | 8   | 1   | 41  | 10  | 0.24 |      |
| 1.ª | 1988-89             | 33                  | 3   | 11 | —  | 7   | —   | 51  | 3   | 0.06 |      |
| 1.ª | 1989-90             | 34                  | 3   | 7  | —  | 4   | —   | 45  | 3   | 0.07 |      |
| 1.ª | 1990-91             | 31                  | 2   | 4  | —  | 1   | —   | 36  | 2   | 0.06 |      |
| 1.ª | 1991-92             | 37                  | 1   | 6  | 1  | 9   | 1   | 52  | 3   | 0.06 |      |
| 1.ª | 1992-93             | 37                  | 1   | 6  | —  | 6   | —   | 49  | 1   | 0.02 |      |
| 1.ª | 1993-94             | 32                  | 1   | 6  | —  | 6   | —   | 44  | 1   | 0.02 |      |
| 1.ª | 1994-95             | 37                  | 1   | 2  | —  | 3   | —   | 42  | 1   | 0.02 |      |
| 1.ª | 1995-96             | 32                  | 1   | 3  | —  | 6   | —   | 41  | 1   | 0.02 |      |
| 1.ª | 1996-97             | 22                  | —   | —  | —  | —   | —   | 22  | 0   | 0    |      |
| 1.ª | 1997-98             | 31                  | 1   | 3  | —  | 10  | —   | 44  | 1   | 0.02 |      |
| 1.ª | 1998-99             | 33                  | —   | 4  | —  | 9   | —   | 46  | 0   | 0    |      |
| 1.ª | 1999-00             | 14                  | —   | 2  | —  | 7   | —   | 23  | 0   | 0    |      |
| 1.ª | 2000-01             | 5                   | —   | 1  | —  | 3   | —   | 9   | 0   | 0    |      |
| Total club | Total club          | 523                 | 33  | 84 | 3  | 103 | 4   | 710 | 40  | 0.06 |      |
| Total en la entidad | Total en la entidad | Total en la entidad | 533 | 35 | 84 | 3   | 103 | 4   | 720 | 42   | 0.06 |
| (7) Incluye datos de la Copa del Rey / Supercopa de España / Copa de la Liga (1983-01). (8) Incluye datos de la Copa UEFA (1983-95) / Recopa de Europa (1993-94) / UEFA Champions League (1986-01). (9) No incluye goles en partidos amistosos. |                     |                     |     |    |    |     |     |     |     |      |      |

| Castilla C. F. |                     |                        |                        |                        |                        |                        |                        |                        |                        |                        |      |
| 2.ª | 1983-84             | 14                     | 3                      | —                      | —                      | —                      | —                      | 14                     | 3                      | 0.21                   |      |
| Total club | Total club          | 14                     | 3                      | 0                      | 0                      | 0                      | 0                      | 14                     | 3                      | 0.21                   |      |
| Real Madrid C. F. |                     |                        |                        |                        |                        |                        |                        |                        |                        |                        |      |
| 1.ª | 1983-84             | 19                     | 1                      | 2                      | —                      | —                      | —                      | 21                     | 1                      | 0.05                   |      |
| 1.ª | 1984-85             | 13                     | —                      | 2                      | —                      | 5                      | —                      | 20                     | 0                      | 0                      |      |
| 1.ª | 1985-86             | 17                     | 3                      | 6                      | 1                      | 7                      | —                      | 30                     | 4                      | 0.13                   |      |
| 1.ª | 1986-87             | 25                     | 5                      | 5                      | —                      | 6                      | —                      | 36                     | 5                      | 0.14                   |      |
| 1.ª | 1987-88             | 35                     | 5                      | 8                      | 1                      | 7                      | —                      | 50                     | 6                      | 0.12                   |      |
| 1.ª | 1988-89             | 36                     | 7                      | 10                     | —                      | 8                      | 1                      | 54                     | 8                      | 0.15                   |      |
| 1.ª | 1989-90             | 34                     | 14                     | 5                      | 1                      | 3                      | —                      | 42                     | 15                     | 0.36                   |      |
| 1.ª | 1990-91             | Torino Calcio          | Torino Calcio          | Torino Calcio          | Torino Calcio          | Torino Calcio          | Torino Calcio          | Torino Calcio          | Torino Calcio          | Torino Calcio          |      |
| 1.ª | 1991-92             | Torino Calcio          | Torino Calcio          | Torino Calcio          | Torino Calcio          | Torino Calcio          | Torino Calcio          | Torino Calcio          | Torino Calcio          | Torino Calcio          |      |
| 1.ª | 1992-93             | Olympique de Marseille | Olympique de Marseille | Olympique de Marseille | Olympique de Marseille | Olympique de Marseille | Olympique de Marseille | Olympique de Marseille | Olympique de Marseille | Olympique de Marseille |      |
| 1.ª | 1992-93             | 19                     | 4                      | 4                      | —                      | —                      | —                      | 23                     | 4                      | 0.17                   |      |
| 1.ª | 1993-94             | 23                     | 1                      | 2                      | —                      | 3                      | —                      | 28                     | 1                      | 0.04                   |      |
| 1.ª | 1994-95             | 31                     | 2                      | 2                      | —                      | 5                      | 1                      | 42                     | 3                      | 0.07                   |      |
| Total club | Total club          | 252                    | 42                     | 46                     | 3                      | 44                     | 2                      | 342                    | 47                     | 0.14                   |      |
| Total en la entidad | Total en la entidad | Total en la entidad    | 266                    | 45                     | 46                     | 3                      | 44                     | 2                      | 356                    | 50                     | 0.14 |
| (10) Incluye datos de la Copa del Rey / Supercopa de España / Copa de la Liga (1983-97). (11) Incluye datos de la Copa UEFA (1983-95) / Recopa de Europa (1993-94) / UEFA Champions League (1986-90). (12) No incluye goles en partidos amistosos. |                     |                        |                        |                        |                        |                        |                        |                        |                        |                        |      |

| \| Castilla C. F. \| \| \| \| \| \| \| \| \| \| \| \| \| 2.ª \| 1982-83 \| 14 \| 18 \| 1 \| — \| — \| — \| 18 \| 1 \| 0.06 \| \| \| 2.ª \| 1983-84 \| 15 \| 2 \| — \| — \| — \| — \| 15 \| 2 \| 0.13 \| \| \| 2.ª \| 1984-85 \| 36 \| 11 \| 2 \| 1 \| — \| — \| 38 \| 12 \| 0.32 \| \| \| Total club \| Total club \| 56 \| 14 \| 2 \| 1 \| 0 \| 0 \| 58 \| 15 \| 0.26 \| \| \| Real Madrid C. F. \| \| \| \| \| \| \| \| \| \| \| \| \| 1.ª \| 1983-84 \| 3 \| — \| 2 \| — \| — \| — \| 5 \| 0 \| 0 \| \| \| 1.ª \| 1985-86 \| — \| — \| 2 \| 1 \| — \| — \| 2 \| 1 \| 0.50 \| \| \| 1.ª \| 1986-87 \| 25 \| 5 \| — \| — \| 2 \| — \| 27 \| 5 \| 0.19 \| \| \| Total club \| Total club \| 28 \| 5 \| 4 \| 1 \| 2 \| 0 \| 34 \| 6 \| 0.18 \| \| \| Total en la entidad \| Total en la entidad \| Total en la entidad \| 84 \| 19 \| 6 \| 3 \| 2 \| 0 \| 92 \| 21 \| 0.23 \| \| (13) Incluye datos de la Copa del Rey / Supercopa de España / Copa de la Liga (1983-88); en caso de equipo filial se refiere a Copa de la Liga de 2.ª (1984-85). (14) Incluye datos de la UEFA Champions League (1987-88). (15) No incluye goles en partidos amistosos. \| \| \| \| \| \| \| \| \| \| \| \| Fuente: BDFutbol. |                     |                     |       |       |            |            |                    |                    |           |           |             |
| Club | Div                 | Temporada           | Liga  | Liga  | Copas (13) | Copas (13) | Internacional (14) | Internacional (14) | Total(15) | Total(15) | Media goles |
| Club | Div                 | Temporada           | Part. | Goles | Part.      | Goles      | Part.              | Goles              | Part.     | Goles     | Media goles |
| Castilla C. F. |                     |                     |       |       |            |            |                    |                    |           |           |             |
| 2.ª | 1982-83             | 14                  | 18    | 1     | —          | —          | —                  | 18                 | 1         | 0.06      |             |
| 2.ª | 1983-84             | 15                  | 2     | —     | —          | —          | —                  | 15                 | 2         | 0.13      |             |
| 2.ª | 1984-85             | 36                  | 11    | 2     | 1          | —          | —                  | 38                 | 12        | 0.32      |             |
| Total club | Total club          | 56                  | 14    | 2     | 1          | 0          | 0                  | 58                 | 15        | 0.26      |             |
| Real Madrid C. F. |                     |                     |       |       |            |            |                    |                    |           |           |             |
| 1.ª | 1983-84             | 3                   | —     | 2     | —          | —          | —                  | 5                  | 0         | 0         |             |
| 1.ª | 1985-86             | —                   | —     | 2     | 1          | —          | —                  | 2                  | 1         | 0.50      |             |
| 1.ª | 1986-87             | 25                  | 5     | —     | —          | 2          | —                  | 27                 | 5         | 0.19      |             |
| Total club | Total club          | 28                  | 5     | 4     | 1          | 2          | 0                  | 34                 | 6         | 0.18      |             |
| Total en la entidad | Total en la entidad | Total en la entidad | 84    | 19    | 6          | 3          | 2                  | 0                  | 92        | 21        | 0.23        |
| (13) Incluye datos de la Copa del Rey / Supercopa de España / Copa de la Liga (1983-88); en caso de equipo filial se refiere a Copa de la Liga de 2.ª (1984-85). (14) Incluye datos de la UEFA Champions League (1987-88). (15) No incluye goles en partidos amistosos. |                     |                     |       |       |            |            |                    |                    |           |           |             |